# Rolf Kruse (Politiker)
Rolf Kruse (* 19. Juli 1940 in Hamburg) ist ein deutscher Politiker der CDU und ehemaliger Abgeordneter der Hamburgischen Bürgerschaft. Er war von 1989 bis 1993 Vorsitzender der CDU-Fraktion in der Bürgerschaft.

## Leben und Beruf
Rolf Kruse besuchte von 1953 bis 1960 das Gymnasium Alstertal in Fuhlsbüttel. Es folgte bis 1965 ein Studium der Volkswirtschaftslehre und Wirtschaftsgeschichte an der Universität Hamburg, das er als Diplom-Volkswirt abschloss. Er war danach als Regierungsdirektor in der Wirtschaftsbehörde tätig. Zuletzt war er dort bis 1989 für Forschung und Entwicklung zuständig. Seit 1970 gehörte Kruse der Deutschen Angestellten-Gewerkschaft an. Vor der Wahl in die Bürgerschaft war er von 1970 bis 1978 Geschäftsführer der CDU-Bürgerschaftsfraktion.
Kruse ist verheiratet und hat zwei Söhne.

## Politik
Kruse trat 1961 der Jungen Union und 1964 der CDU bei. Er war von 1966 bis 1982 Mitglied der Bezirksversammlung im Bezirk Hamburg-Nord. Seit 1973 war er dort CDU-Fraktionsvorsitzender. In der Bezirksversammlung setzte er sich unter anderem 1974 für den Erhalt der Straßenbahnlinie 9 ein, die durch große Teile des Bezirks führte. 1976 kritisierte er die nach seiner Auffassung zu kleine Abmessung der Lärmschutzzone eins, in der nicht einmal alle flughafennahen Gebiete in Langenhorn und Groß Borstel lägen. Nachdem die SPD-Mehrheit 1979 beschlossen hatte, die geplante Ortsumgehung für Fuhlsbüttel und Langenhorn nicht zu bauen, kritisierte er dies als Wählertäuschung. Die Ortsumgehung wurde dann gut zwanzig Jahre später eröffnet.
In den 1970er Jahren war er Schatzmeister des CDU-Kreisverbandes Hamburg-Nord. Von 1978 bis 1984 war er Vorsitzender des CDU-Ortsverbandes Alsterdorf. Ab 1981 war er Landesvorsitzender der CDU-Sozialausschüsse in Hamburg. Als solcher kritisierte er die Zahl von 45.000 Arbeitslosen in Hamburg als „Armutszeugnis des Senats“ und die damalige einprozentige Gehaltskürzung im Öffentlichen Dienst als „massiven Eingriff in die Tarifautonomie“. Er warf dem Hamburger Arbeitssenator Jan Ehlers vor, mit der Fixierung auf die 35-Stunden-Woche das Konjunkturklima in der Hansestadt zu belasten. Seit 1982 war er auch Mitglied des Landesvorstandes der Hamburger CDU. Nach seiner Wahl zum Vorsitzenden der CDU-Fraktion in der Hamburgischen Bürgerschaft trat er 1989 nicht erneut als CDA-Vorsitzender an, zu seiner Nachfolgerin wurde Antje Blumenthal gewählt.
Kruse war von 1978 bis 2004 Mitglied der Hamburger Bürgerschaft und für seine Fraktion unter anderem im Ausschuss für Verfassung, Geschäftsordnung und Wahlprüfung. Ab Januar 1979 war er als Nachfolger von Gerhard Flomm, der zum Bürgermeister von Halstenbek gewählt worden war, Vorsitzender des Eingabenausschusses. Er übte dieses Amt bis zum Ende der Legislaturperiode im Juni 1982 und dann wieder nach den Dezemberwahlen von 1982 aus. Anfang der 1980er Jahre war er Parlamentarischer Geschäftsführer der Fraktion. Nach der Bürgerschaftswahl im Juni 1982 wurde er zum stellvertretenden Vorsitzenden der CDU-Fraktion in der Bürgerschaft gewählt. Aber bereits nach der Neuwahl im Dezember desselben Jahres wechselte er auf den Stuhl des Bürgerschaftsvizepräsidenten. Zeitweise war er auch Vorsitzender des Fraktionsarbeitskreises für Innen und Recht und sozialpolitischer Sprecher. Er wurde nach dem Wechsel des bisherigen Fraktionschef Hartmut Perschau Anfang Juli 1989 dessen Nachfolger als Fraktionsvorsitzender in der Bürgerschaft und behielt dieses Amt bis nach der Bürgerschaftswahl 1993, als er für vier Jahre erneut auf den Vizepräsidentenstuhl wechselte. Ab 1995 war er als Nachfolger von Markus E. Wegner Vorsitzender des Verfassungsausschusses der Bürgerschaft. Er war Experte für Verfassungsfragen seiner Partei und Vorsitzender der Enquete-Kommission „Finanzbeziehungen zwischen Bund und Ländern“. Er kritisierte 1979, dass der Senat Baugrundstücke für Eigenheim als Erbbaurecht und nicht im Verkaufswege vergeben wolle, das würde zu einer weiteren Abwanderung in das Umland führen, und forderte zudem, dass 8.000 ausgemusterte Polizei-Dienstpistolen des Herstellers Carl Walther GmbH nicht eingeschmolzen werden, sondern deren Handelswert von etwa 820.000 Mark realisiert werde. Die Einführung der Wegereinigungsgebühren kritisierte er 1979 als „ungerecht und unsozial“. 1981/82 gehörte er dem Parlamentarischer Untersuchungsausschuss zum Persien-Engagement der Hamburger Stadtentwicklungsgesellschaft mbH an. 1981 sprach er sich gegen den Plan von Bausenator Volker Lange (SPD) aus, auf der Billerhuder Insel in Rothenburgsort 1.000 Wohnungen anstelle der bisherigen bewohnten Kleingärten zu errichten. 1984 forderte er die Einführung verbilligter HVV-Fahrkarten für Arbeitslose, weil diese bei der Arbeitssuche besonders auf Mobilität angewiesen seien. Außerdem kritisierte er, dass zwar der Besuch der Vorschule kostenlos sei, Kindergärten aber kostenpflichtig seien und forderte den Erhalt der „Kinderstuben“ in den Hamburger Krankenhäusern, damit nicht Pflegekräfte ihren Beruf aufgeben müssten, weil sie kleine Kinder haben. 1987 forderte er die Räumung der besetzten Häuser in der Hafenstraße, um dort die „widerrechtlichen und ungesetzlichen Zustände zu beenden“. Den angestrebten Vertragsschluss zwischen der Stadt und den Besetzern kritisierte er mit den Worten „wer keine Miete zahlt, wer Strom klaut und anderer Leute Eigentum demoliert, wird von diesem Senat noch mit Schuldenerlass und Verzicht auf Strafverfolgung belohnt“.
Als frisch gewählter Fraktionsvorsitzender kritisierte er die Pläne von Bürgermeister Henning Voscherau für eine Verwaltungsreform, denn die CDU wolle „die Bezirke nicht abschaffen, sondern stärken“. Später bezeichnete er die Pläne der Schaffung von 14 Bürgerämtern mit einem vom Senat einzusetzenden Stadtdirektor als „Rückschritt in das 19. Jahrhundert“. Im Herbst 1989 forderte er ein „Landeskinder-Eigenheimprogramm“, mit dem die Stadt zu günstigen Bedingungen Bauland für 1.000 Eigenheime pro Jahr zur Verfügung stellen solle. Anfang 1990 forderte er, dass Hamburg eine Städtepartnerschaft mit Prag eingehen solle. Dieser Forderung schloss sich der sozialliberale Senat an und so wurde die siebte Hamburger Städtepartnerschaft noch im selben Jahr vereinbart. Im Mai 1990 forderte er gemeinsam mit dem Verkehrsexperten der Fraktion Joachim Christian Becker den Bau eines äußeren Schnellbahnrings von Blankenese über Langenhorn, Poppenbüttel und Rahlstedt nach Billwerder-Moorfleet. Damit könne einerseits die Innenstadt, andererseits aber auch die äußeren Stadtteile vom Autoverkehr entlastet werden und wichtige Querverbindungen geschaffen werden. Im Zuge der Aufarbeitung der Neue-Heimat-Affäre warf er dem Hamburger Senat im Spätsommer 1990 vor, bei der Übernahme der Neuen Heimat Hamburg 1988 auf einen Abgeltungsbetrag in Höhe von mehreren hundert Millionen Mark verzichtet zu haben, der sich aus dem fortgesetzten Verstoß gegen den steuersparenden Status der Gemeinnützigkeit ergeben habe und der Hamburger Staatskasse zugestanden habe. Im Januar 1991 warf er Bausenator Eugen Wagner (SPD) vor, in dieser Angelegenheit die Bürgerschaft getäuscht zu haben, woraufhin dieser im Februar des Jahres mit einer Widerrufsklage drohte. Als Bürgermeister Henning Voscherau sich im Oktober 1991 für eine Nahverkehrsabgabe aussprach, kritisierte Kruse dies als „Strafsteuer für Hamburger“. Im Januar 1992 forderte er, der Präsident des Landesrechnungshofes, der bis dato vom Senat mit Zustimmung des Bürgerausschusses ernannt wurde, müsse zukünftig von der Bürgerschaft gewählt werden, denn der Senat solle seine Kontrolleure nicht selbst auswählen. In der Diskussion um eine Parlamentsreform sprach Kruse sich 1992 gegen den Übergang von einem Feierabendparlament zum Vollzeitparlament und die damit verbundene Erhöhung der Diäten von 1.920 DM auf 6.800 DM aus.
Zur Bürgerschaftswahl 2004 bewarb er sich nicht mehr um ein Mandat, wollte sich jedoch weiterhin im Ortsverband Alsterdorf engagieren.